# Список дипломатических миссий Ватикана

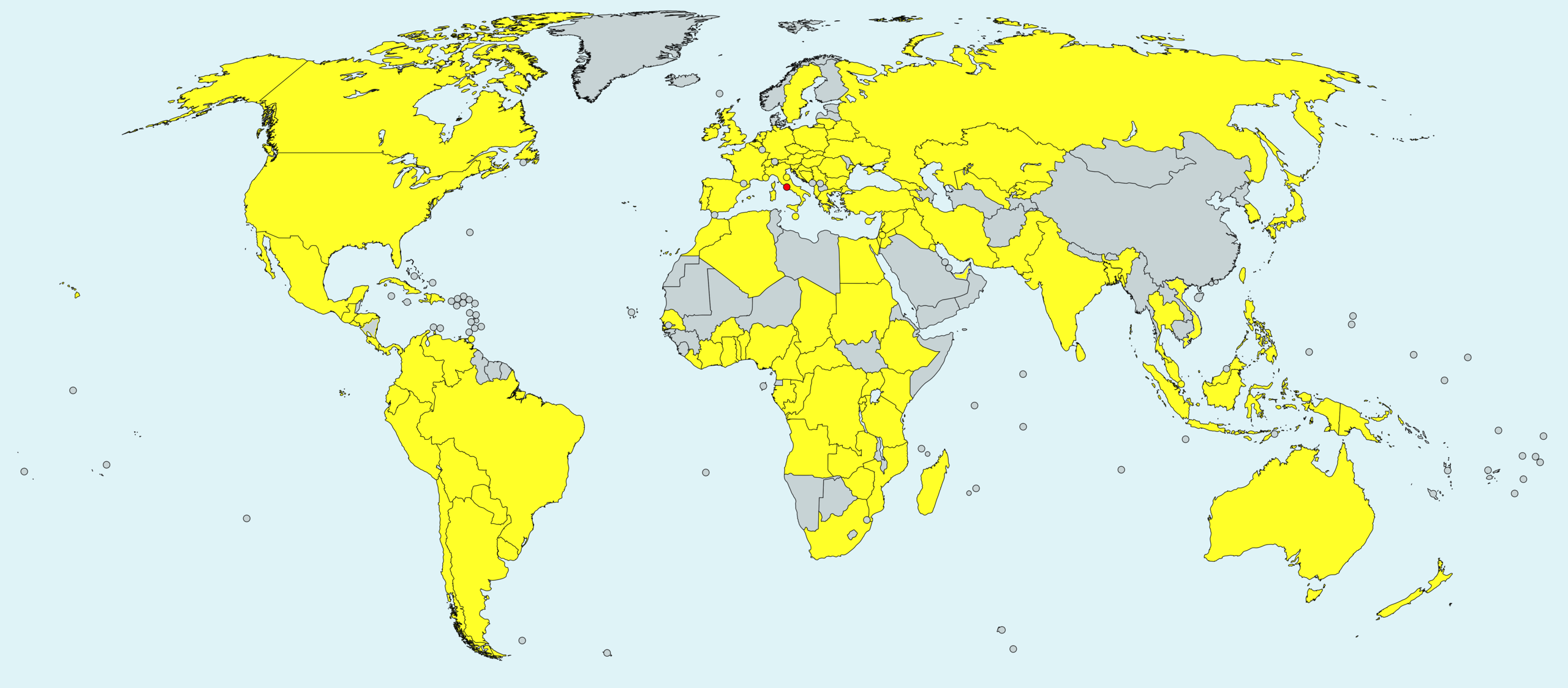

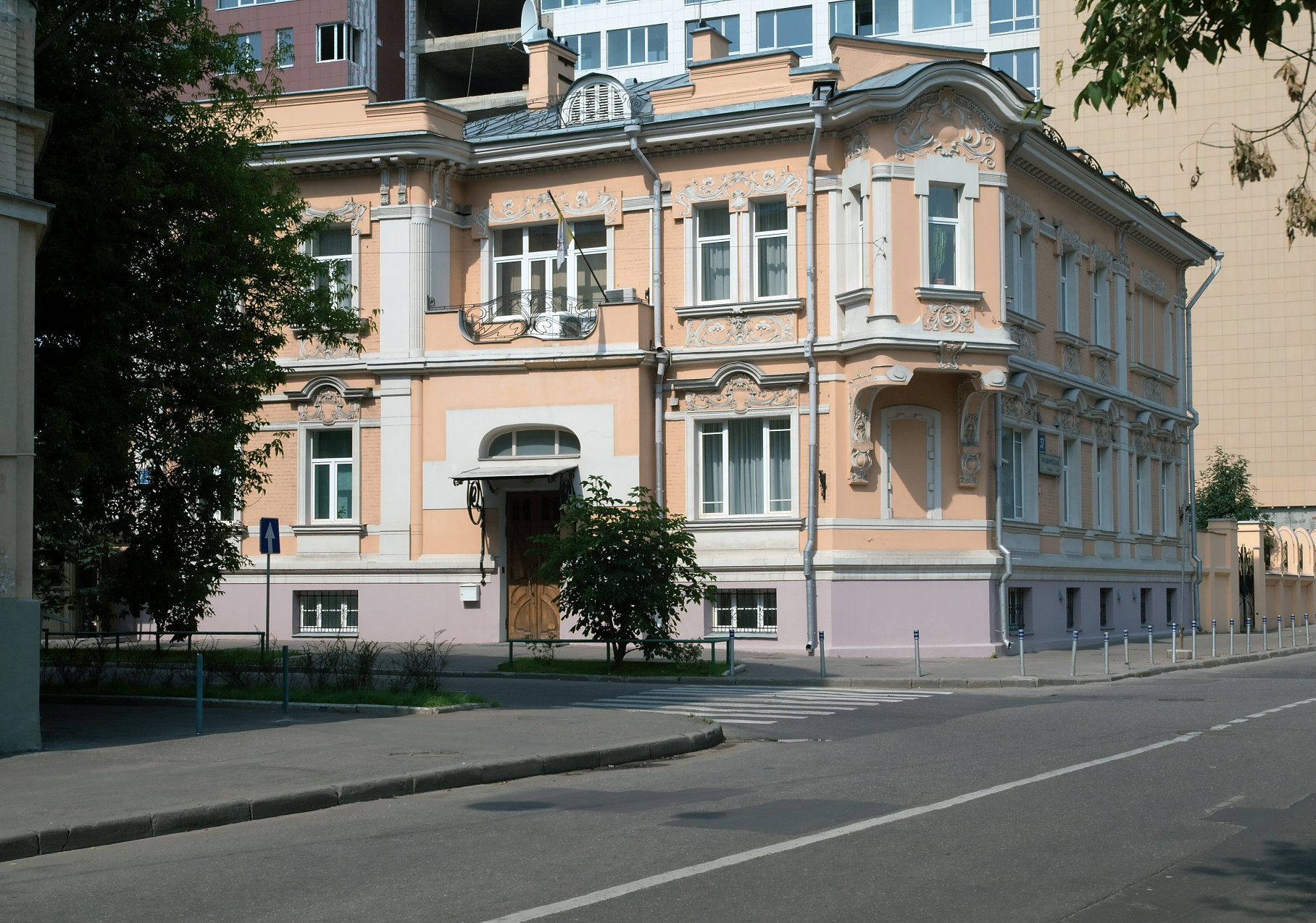
Посольство Ватикана в Москве

Список дипломатических миссий Ватикана — дипломатические представительства Ватикана представлены в большом количестве по всему миру, за исключением трёх регионов — Аравийского полуострова, Карибского бассейна и островов Тихого океана. Вследствие проводимой КНР политики «одного Китая» и в связи с тем, что Ватикан имеет представительство на Тайване, отсутствуют дипломатические отношения между Китаем и Ватиканом. Ватикан также не поддерживает дипломатические отношения с такими государствами, как Афганистан, Бутан, КНДР, Саудовская Аравия и Тувалу. Установив дипотношения с Вьетнамом, формально Ватикан имеет там своё представительство, однако пока само посольство в Ханое ещё не работает. Также отсутствуют дипломатические представительства Ватикана в ряде стран, с которыми у него установлены отношения — например, в Брунее, Лаосе, Малайзии, Мьянме, Мавритании, Сомали и в некоторых других.

## Европа
- Албания Тирана (апостольская нунциатура)
- Австрия, Вена (апостольская нунциатура)
- Беларусь Минск (апостольская нунциатура)
- Бельгия, Брюссель (апостольская нунциатура)
- Босния и Герцеговина, Сараево (апостольская нунциатура)
- Болгария, София (апостольская нунциатура)
- Кипр Никосия (апостольская нунциатура)
- Хорватия, Загреб (апостольская нунциатура)
- Чехия, Прага (апостольская нунциатура)
- Франция, Париж (апостольская нунциатура)
  - Страсбург (консульство)
- Германия, Берлин (апостольская нунциатура)
- Греция, Афины (апостольская нунциатура)
- Венгрия, Будапешт (апостольская нунциатура)
- Ирландия, Дублин (апостольская нунциатура)
- Италия, Рим (апостольская нунциатура)
- Литва, Вильнюс (апостольская нунциатура)
- Мальта Рабат (апостольская нунциатура)
- Нидерланды, Гаага (апостольская нунциатура)
- Польша, Варшава (апостольская нунциатура)
- Португалия, Лиссабон (апостольская нунциатура)
- Румыния, Бухарест (апостольская нунциатура)
- Россия, Москва (апостольская нунциатура)
- Сан-Марино Сан-Марино (апостольская нунциатура)
- Сербия, Белград (апостольская нунциатура)
- Словакия, Братислава (апостольская нунциатура)
- Словения, Любляна (апостольская нунциатура)
- Испания, Мадрид (апостольская нунциатура)
- Швеция, Стокгольм (апостольская нунциатура)
- Швейцария, Берн (апостольская нунциатура)
- Украина, Киев (апостольская нунциатура)
- Великобритания, Лондон (апостольская нунциатура)

## Северная Америка
- Канада, Оттава (апостольская нунциатура)
- Коста-Рика Сан-Хосе (апостольская нунциатура)
- Куба, Гавана (апостольская нунциатура)
- Гватемала, Гватемала (апостольская нунциатура)
- Мексика, Мехико (апостольская нунциатура)
- Никарагуа, Манагуа (апостольская нунциатура)
- США, Вашингтон (апостольская нунциатура)
- Панама Панама (апостольская нунциатура)
- Тринидад и Тобаго Порт-оф-Спейн (апостольская нунциатура)
- Гаити Порт-о-Пренс (апостольская нунциатура)
- Гондурас Тегусигальпа (апостольская нунциатура)
- Доминиканская Республика Санто-Доминго (апостольская нунциатура)
- Сальвадор Сан-Сальвадор (апостольская нунциатура)

## Южная Америка
- Аргентина, Буэнос-Айрес (апостольская нунциатура)
- Боливия Ла-Пас (апостольская нунциатура)
- Бразилия, Бразилиа (посольство)
- Чили, Сантьяго (апостольская нунциатура)
- Венесуэла, Каракас (апостольская нунциатура)
- Колумбия Богота (апостольская нунциатура)
- Эквадор Кито (апостольская нунциатура)
- Парагвай Асунсьон (апостольская нунциатура)
- Перу Лима (апостольская нунциатура)
- Уругвай Монтевидео (апостольская нунциатура)

## Африка
- Алжир, Эль-Джазаир (апостольская нунциатура)
- Ангола, Луанда (апостольская нунциатура)
- Бенин Котону (апостольская нунциатура)
- Кот д’Ивуар, Абиджан (апостольская нунциатура)
- Египет, Каир (апостольская нунциатура)
- Бурунди Бужумбура (апостольская нунциатура)
- Эфиопия, Аддис-Абеба (апостольская нунциатура)
- Кения, Найроби (апостольская нунциатура)
- Мадагаскар, Антананариву (апостольская нунциатура)
- Яунде (апостольская нунциатура)
- ЦАР Банги (апостольская нунциатура)
- Чад Нджамена (апостольская нунциатура)
- Республика Конго Браззавиль (апостольская нунциатура)
- ДР Конго Киншаса (апостольская нунциатура)
- Габон Либревиль (апостольская нунциатура)
- Гана Аккра (апостольская нунциатура)
- Гвинея Конакри (апостольская нунциатура)
- Руанда Кигали (апостольская нунциатура)
- Сенегал Дакар (апостольская нунциатура)
- Марокко, Рабат (апостольская нунциатура)
- Мозамбик, Мапуту (апостольская нунциатура)
- Нигерия, Абуджа (апостольская нунциатура)
- ЮАР, Претория (апостольская нунциатура)
- Судан, Хартум (апостольская нунциатура)
- Танзания, Дар-эс-Салам (апостольская нунциатура)
- Уганда, Кампала (апостольская нунциатура)
- Замбия, Лусака (апостольская нунциатура)
- Зимбабве, Хараре (апостольская нунциатура)

## Ближний и Средний Восток
- Иран, Тегеран (апостольская нунциатура)
- Израиль, Тель-Авив (апостольская нунциатура)
- Иордания, Амман (апостольская нунциатура)
- Ливан, Бейрут (апостольская нунциатура)
- Государство Палестина, Иерусалим (апостольская делегация)
- Ирак, Багдад (апостольская нунциатура)
- Сирия, Дамаск (апостольская нунциатура)
- Турция, Анкара (апостольская нунциатура)
- Кувейт, Эль-Кувейт (апостольская нунциатура)

## Азия
- Бангладеш, Дакка (апостольская нунциатура);
- Грузия, Тбилиси (апостольская нунциатура);
- Индия, Нью-Дели (апостольская нунциатура);
- Индонезия, Джакарта (апостольская нунциатура);
- Казахстан, Астана (апостольская нунциатура);
- Китайская Республика, Тайбэй (апостольская нунциатура);
- Южная Корея, Сеул (апостольская нунциатура);
- Кыргызстан, Бишкек (апостольская нунциатура);
- Оман, Маскат (апостольская нунциатура);
- Пакистан, Исламабад (апостольская нунциатура);
- Сингапур (апостольская нунциатура);
- Таиланд, Бангкок (апостольская нунциатура);
- Туркменистан, Ашхабад (апостольская нунциатура);
- Узбекистан, Ташкент (апостольская нунциатура);
- Филиппины, Манила (апостольская нунциатура);
- Шри-Ланка, Коломбо (апостольская нунциатура);
- Япония, Токио (апостольская нунциатура).

## Океания
- Австралия, Канберра (апостольская нунциатура);
- Новая Зеландия, Веллингтон (апостольская нунциатура);
- Папуа — Новая Гвинея, Порт-Морсби (апостольская нунциатура).

## Международные организации
- - Женева (постоянная делегация при ООН)
  - Нью-Йорк (постоянная делегация при ООН)